# Overexposed
Overexposed — четвёртый студийный альбом американской поп-рок-группы Maroon 5, вышедший в 2012 году.

## Об альбоме
Выход четвёртого альбома группы состоялся 26 июня 2012 года. Первым синглом с альбома стала композиция «Payphone», записанная совместно с Уиз Калифа. Вторым синглом стала песня «One More Night». Над альбомом не работал основной клавишник Джесси Кармайкл, который на время покинул группу. Для записи альбома был приглашён клавишник PJ Morton, который с 2010 года участвовал в концертных выступлениях музыкального коллектива. Исполнительным продюсером альбома выступил Макс Мартин. Кроме того, некоторые треки спродюсировали Райан Теддер и Бенни Бланко.
Альбом «Overxposed» в значительной мере отличается по звучанию от предыдущих работ коллектива. Так гитарист группы Джеймс Валентайн высказался о данном альбоме:
На данном этапе нашей карьеры нам было полезно что-то изменить в творческом процессе, и эти изменения дали плоды. Мы хотели, чтобы альбом звучал современно, но с элементами поп-музыки самых ранних её периодов. Это самый попсовый альбом за всю историю группы, и мы этого не стесняемся.

## Список композиций
Стандартное издание
| №   | Название                            | Автор(ы)                                                              | Длительность |
| --- | ----------------------------------- | --------------------------------------------------------------------- | ------------ |
| 1.  | «One More Night»                    | Адам Левин, Шелбэк, Макс Мартин, Савэн Котеча                         | 3:39         |
| 2.  | «Payphone» (совместно с Уиз Калифа) | Адам Левин, Бенни Бланко, Аммар Малик, Шелбэк, Дэн Омелио, Уиз Калифа | 3:51         |
| 3.  | «Daylight»                          | Адам Левин, Макс Мартин, Мэйзон Леви, Сэм Мартин                      | 3:45         |
| 4.  | «Lucky Strike»                      | Адам Левин, Райан Теддер, Ноэл Занканелла                             | 3:05         |
| 5.  | «The Man Who Never Lied»            | Адам Левин, Макс Мартин, Генри Уолтер, Мариус Мога                    | 3:25         |
| 6.  | «Love Somebody»                     | Адам Левин, Нотаниэль Мотт, Райан Теддер, Ноэл Занканелла             | 3:49         |
| 7.  | «Ladykiller»                        | Адам Левин, Майкл Мэдден, Джеймс Валентайн                            | 2:44         |
| 8.  | «Fortune Teller»                    | Адам Левин, Майкл Мэдден, Джеймс Валентайн                            | 3:23         |
| 9.  | «Sad»                               | Адам Левин, Джеймс Валентайн                                          | 3:14         |
| 10. | «Tickets»                           | Адам Левин, Майкл Мэдден, Джеймс Валентайн                            | 3:29         |
| 11. | «Doin' Dirt»                        | Адам Левин, Шелбэк                                                    | 3:31         |
| 12. | «Beautiful Goodbye»                 | Адам Левин, Аммар Малик                                               | 4:15         |

| №   | Название                                                                                         | Автор(ы)                        | Producer(s)       | Длительность |
| --- | ------------------------------------------------------------------------------------------------ | ------------------------------- | ----------------- | ------------ |
| 13. | «Moves Like Jagger» (Studio Recording from The Voice performance) (featuring Christina Aguilera) | Levine, Levin, Malik, Shellback | Shellback, Blanco | 3:21         |

| №   | Название         | Автор(ы)                                                                                          | Producer(s)                   | Длительность |
| --- | ---------------- | ------------------------------------------------------------------------------------------------- | ----------------------------- | ------------ |
| 13. | «Wipe Your Eyes» | Levine, Jonathan Rotem, Ross Golan, Sanjeet Singh Kang, Damon Albarn, Mariam Doumbia, Marc Moreau | J.R. Rotem, Shawn Kang (add.) | 3:34         |
| 14. | «Wasted Years»   | Levine, Richard Penniman                                                                          | Sam Spiegel, Sam Farrar (co.) | 3:33         |
| 15. | «Kiss»           | Prince                                                                                            | Maroon 5, Mailbox (add.)      | 7:00         |

| №   | Название              | Автор(ы)                                                                                          | Producer(s)                   | Длительность |
| --- | --------------------- | ------------------------------------------------------------------------------------------------- | ----------------------------- | ------------ |
| 13. | «Wipe Your Eyes»      | Levine, Jonathan Rotem, Ross Golan, Sanjeet Singh Kang, Damon Albarn, Mariam Doumbia, Marc Moreau | J.R. Rotem, Shawn Kang (add.) | 3:34         |
| 14. | «Wasted Years»        | Levine, Richard Penniman                                                                          | Sam Spiegel, Sam Farrar (co.) | 3:33         |
| 15. | «Let's Stay Together» | Al Green                                                                                          | Levine                        | 3:23         |

| №   | Название                                                | Автор(ы)                         | {{{extra_column}}} | Длительность |
| --- | ------------------------------------------------------- | -------------------------------- | ------------------ | ------------ |
| 16. | «Moves Like Jagger» (featuring Christina Aguilera)      | Levine, Levine, Malik, Shellback | Shellback, Blanco  | 3:21         |
| 17. | «Payphone» (featuring Wiz Khalifa) (Supreme Cuts Remix) |                                  |                    | 4:42         |
| 18. | «Payphone» (featuring Wiz Khalifa) (Cutmore Remix)      |                                  |                    | 3:12         |

| №   | Название                                                               | Длительность |
| --- | ---------------------------------------------------------------------- | ------------ |
| 16. | «One More Night» (Sticky K. Remix)                                     | 3:57         |
| 17. | «Payphone» (featuring Wiz Khalifa) (The Others Remix) (Pre-order only) | 4:06         |

| №   | Название                                                               | Длительность |
| --- | ---------------------------------------------------------------------- | ------------ |
| 16. | «Moves Like Jagger» (featuring Christina Aguilera)                     | 3:21         |
| 17. | «One More Night» (Sticky K. Remix)                                     | 3:57         |
| 18. | «Payphone» (featuring Wiz Khalifa) (Cutmore Remix)                     | 3:12         |
| 19. | «Payphone» (featuring Wiz Khalifa) (Supreme Cuts Remix)                | 4:42         |
| 20. | «Payphone» (featuring Wiz Khalifa) (The Others Remix) (Pre-order only) | 4:06         |

| №   | Название                                                   | Длительность |
| --- | ---------------------------------------------------------- | ------------ |
| 16. | «Moves Like Jagger» (featuring Christina Aguilera)         | 3:22         |
| 17. | «Payphone» (featuring Wiz Khalifa) (Supreme Cuts Remix)    | 4:42         |
| 18. | «Payphone» (featuring Wiz Khalifa) (Cutmore Remix)         | 3:12         |
| 19. | «Payphone» (featuring Wiz Khalifa) (Sound of Arrows Remix) | 5:03         |

## Синглы
- Первым синглом с альбом стал трек «Payphone», песня была записана с американским рэпером Wiz Khalifa. Трек впервые был представлен на шоу The Voice 16 апреля 2012 года.
- Вторым синглом стала песня «One More Night», официально сингл был выпущен 19 июня 2012 года.
- Третьим синглом с альбома стала песня Daylight, выпущенная 27 ноября 2012 года
- Четвёртым синглом стала песня Love Somebody, которая была выпущена 14 мая 2013 года.

## Чарты и сертификаты
| Чарт (2012)                             | Место |
| --------------------------------------- | ----- |
| Australian Albums Chart                 | 4     |
| Austrian Albums Chart                   | 7     |
| Belgian Albums Chart (Flanders)         | 18    |
| Belgian Albums Chart (Wallonia)         | 16    |
| Canadian Albums Chart                   | 3     |
| Danish Albums Chart                     | 4     |
| Dutch Albums Chart                      | 3     |
| Finnish Albums Chart                    | 35    |
| French Albums Chart                     | 5     |
| German Albums Chart                     | 4     |
| Hungarian Albums Chart                  | 23    |
| Irish Albums Chart                      | 3     |
| Italian Albums Chart                    | 3     |
| Japanese Albums Chart                   | 5     |
| Japanese International Albums Chart     | 2     |
| Mexican Albums Chart                    | 5     |
| New Zealand Albums Chart                | 3     |
| Norwegian Albums Chart                  | 6     |
| Philippines Top Album Downloads Chart   | 5     |
| Polish Albums Chart                     | 42    |
| Portuguese Albums Chart                 | 5     |
| Russian Albums Chart                    | 19    |
| Scottish Albums Chart                   | 1     |
| South Korean International Albums Chart | 1     |
| South Korean Albums Chart               | 4     |
| Spanish Albums Chart                    | 5     |
| Swedish Albums Chart                    | 33    |
| Swiss Albums Chart                      | 7     |
| UK Albums Chart                         | 2     |
| US Billboard 200                        | 2     |

| Страна   | Сертификат |
| -------- | ---------- |
| Бразилия | золотой    |

## Хронология релизов
| Страна         | Дата         | Лейбл                  | Формат                       |
| -------------- | ------------ | ---------------------- | ---------------------------- |
| Россия         | 25 июня 2012 | Universal Music Russia | CD                           |
| Япония         | 20 июня 2012 | Universal Japan        | CD, CD/DVD, digital download |
| Германия       | 22 июня 2012 | A&M/Octone Records     | CD, digital download         |
| Южная Корея    | 25 июня 2012 | A&M/Octone Records     | CD, digital download         |
| Филиппины      | 25 июня 2012 | A&M/Octone Records     | CD, digital download         |
| Великобритания | 25 июня 2012 | A&M/Octone Records     | CD, digital download         |
| Польша         | 26 июня 2012 | A&M/Octone Records     | CD, digital download         |
| США            | 26 июня 2012 | A&M/Octone Records     | CD, digital download         |